# Martin Iwanow
Martin Iwanow Iwanow, bułg. Мартин Иванов Иванов (ur. 4 sierpnia 1970 w Wielkim Tyrnowie) – bułgarski historyk i nauczyciel akademicki, w 2014 minister kultury.

## Życiorys
Absolwent historii na Uniwersytecie Sofijskim im. św. Klemensa z Ochrydy (1994), a także prawa na Południowo-Zachodnim Uniwersytecie im. Neofita Riłskiego w Błagojewgradzie (2000). Odbył aspiranturę w Bułgarskiej Akademii Nauk, w której w 1999 doktoryzował się w zakresie historii. Na początku lat 90. zajął się działalnością publicystyczną, w 1996 został kierownikiem działu historycznego w jednym z czasopism. Zawodowo związany z Bułgarską Akademią Nauk, od 2008 na stanowisku profesorskim. Został również wykładowcą m.in. na Uniwersytecie Sofijskim. Autor publikacji z zakresu m.in. historii bułgarskiej gospodarki i polityki społecznej.
W 2011 został powołany na stanowisko dyrektora państwowej agencji „Archiwi”, nadzorującej państwowe archiwa. Odwołany przez socjalistyczny rząd Płamena Oreszarskiego w 2013 bez podania przyczyn. Decyzja ta oraz nominacja na tę funkcję wieloletniego pracownika resortu spraw wewnętrznych, zatrudnionego jeszcze w okresie komunistycznym, wywołała publiczny protest ze strony kilkudziesięciu naukowców.
W październiku 2013 prezydent Rosen Plewneliew mianował Martina Iwanowa sekretarzem do spraw kultury, edukacji i tożsamości narodowej w swojej kancelarii. W sierpniu 2014 objął urząd ministra kultury w przejściowym gabinecie, którym kierował Georgi Bliznaszki. Sprawował go do czasu powołania nowego rządu w listopadzie tego samego roku.